# The Black Crown
Albums de Suicide Silence
No Time To Bleed
(2009)
The Black Crown est le troisième album studio du groupe de Deathcore américain Suicide Silence. L'album est sorti le 12 juillet 2011 aux États-Unis et le 18 juillet 2011 en Europe sous le label Century Media Records.
Une vidéo musicale a été tournée pour le titre You Only Live Once, qui est disponible sur leur page facebook officielle depuis le 18 juillet 2011.
L'album a débuté à la 28e place du classement Billboard 200, en se vendant à plus de 15 000 exemplaires dès la semaine de sa sortie.

## Personnel
Suicide Silence
- Mitch Lucker – chant
- Chris Garza – guitare lead
- Mark Heylmun – guitare rythmique
- Dan Kenny – basse
- Alex Lopez – batterie

Production
- Produit et enregistré par Steve Evetts aux The Omen Room Studios
- Mixé et masterisé par Chris "Zeuss" Harris
- Ingénieur du son: Allan Hessler
- Artwork et booklet par Ken Adams
- Design son et programmation par Clinton Bradley

## Liste des morceaux
1. Slaves to Substance - 3:28
2. O.C.D. - 3:20
3. Human Violence - 3:48
4. You Only Live Once - 3:13
5. Fuck Everything - 4:33
6. March to the Black Crown - 1:31
7. Witness the Addiction (feat. Jonathan Davis of Korn) - 5:32
8. Cross-Eyed Catastrophe (feat. Alexia Rodriguez of Eyes Set To Kill) - 3:25
9. Smashed (feat. Frank Mullen of Suffocation) - 3:07
10. The Only Thing That Sets Us Apart - 4:11
11. Cancerous Skies - 3:15
12. Superbeast (Rob Zombie cover) (iTunes edition bonus tracks) - 3:40
13. Revival of Life (Century Media Version Exclusive Limitée) - 4:07